# 10qm-Wanderjolle
Die 10qm-Wanderjolle ist eine seit den 1920er Jahren gebaute Zweimann-Jolle. Sie führt ein kleines „z“ im Segel, weshalb sie auch als z-Jolle bezeichnet wird. Dabei ist sie eher der H-Jolle als der als Z-Jolle bezeichneten 20qm-Rennjolle verwandt, die ein großes „Z“ im Segel führt.

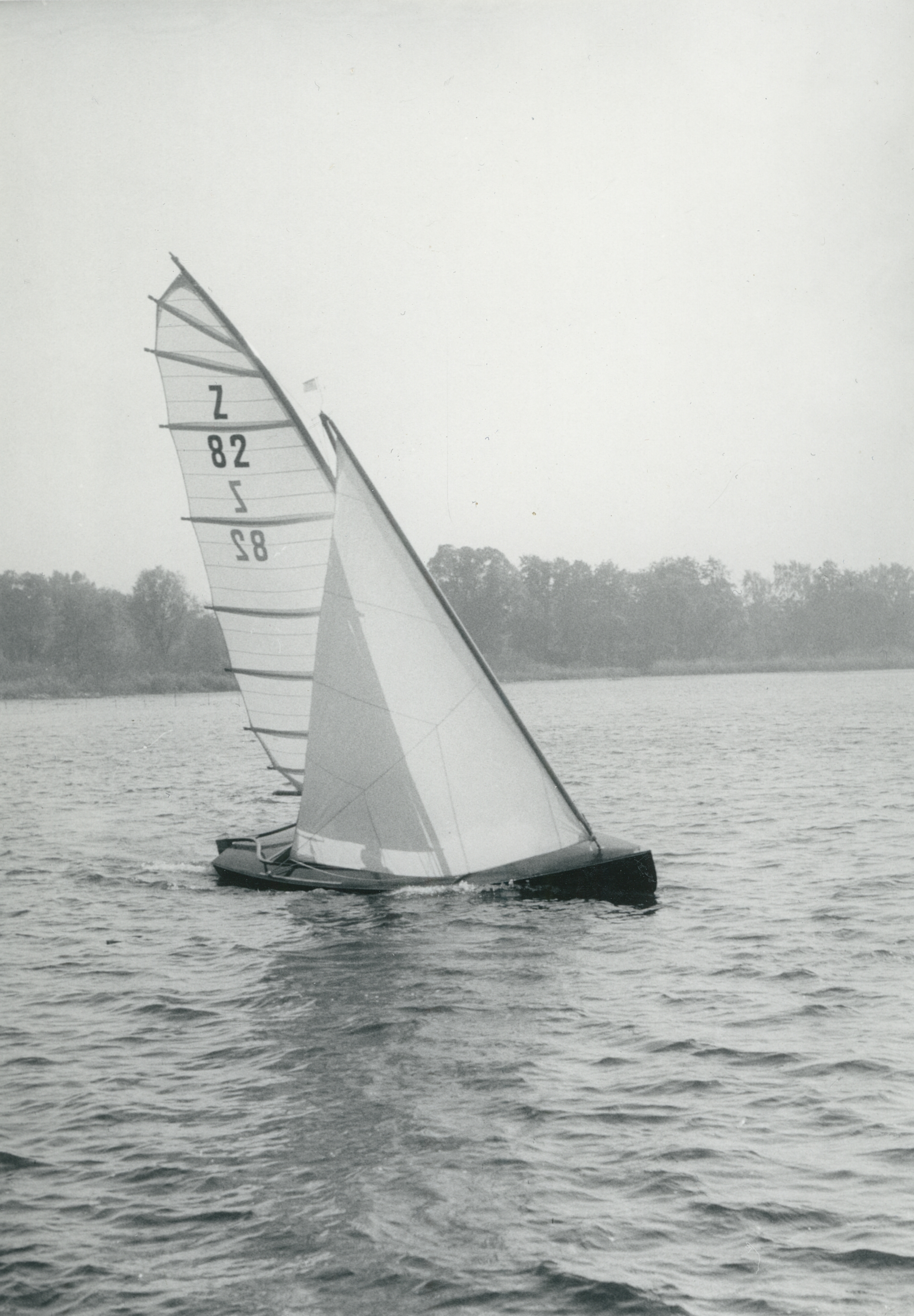
z82, gaffelgetakelte z-Jolle

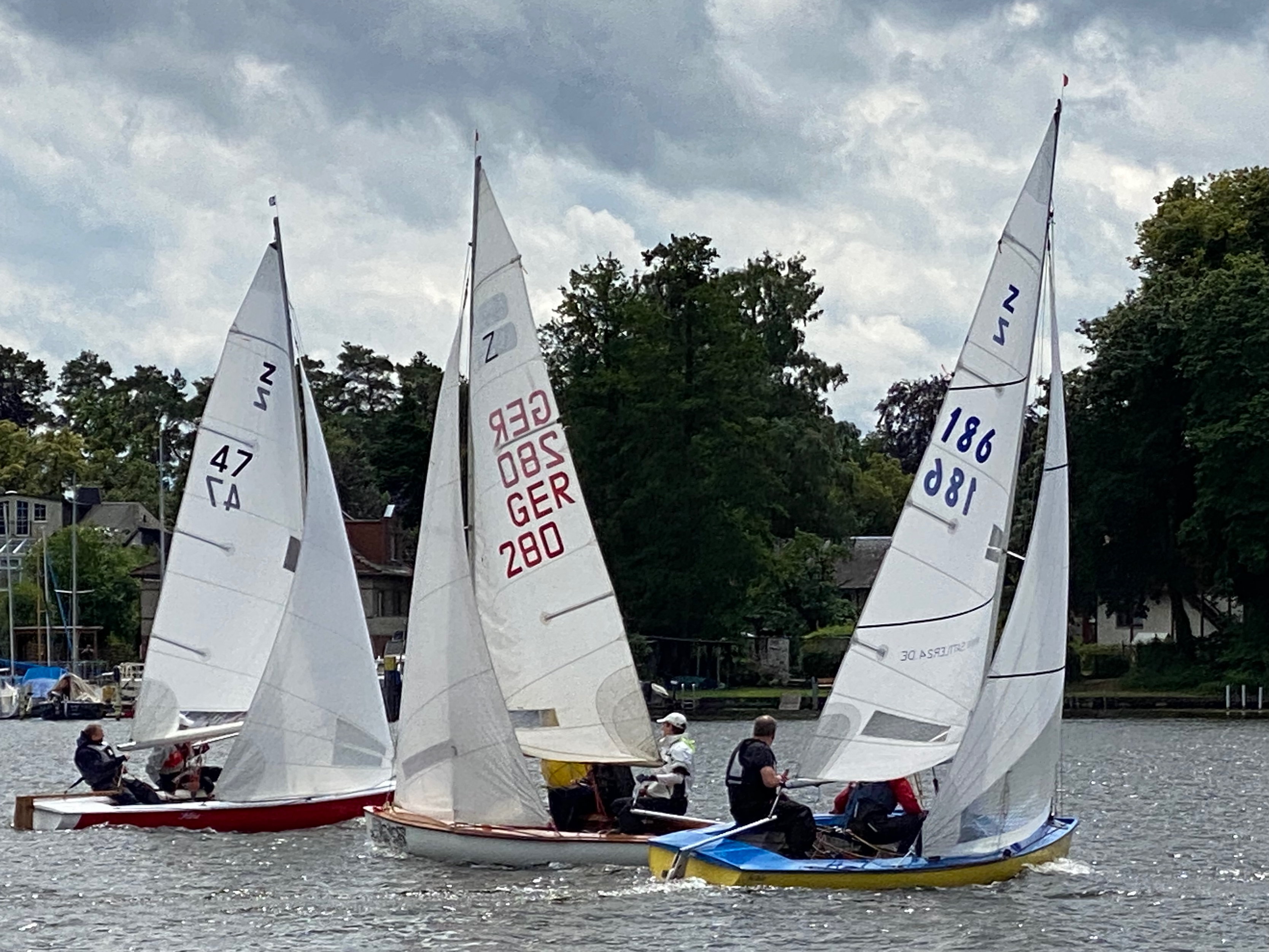
Regatta moderner z-Jollen

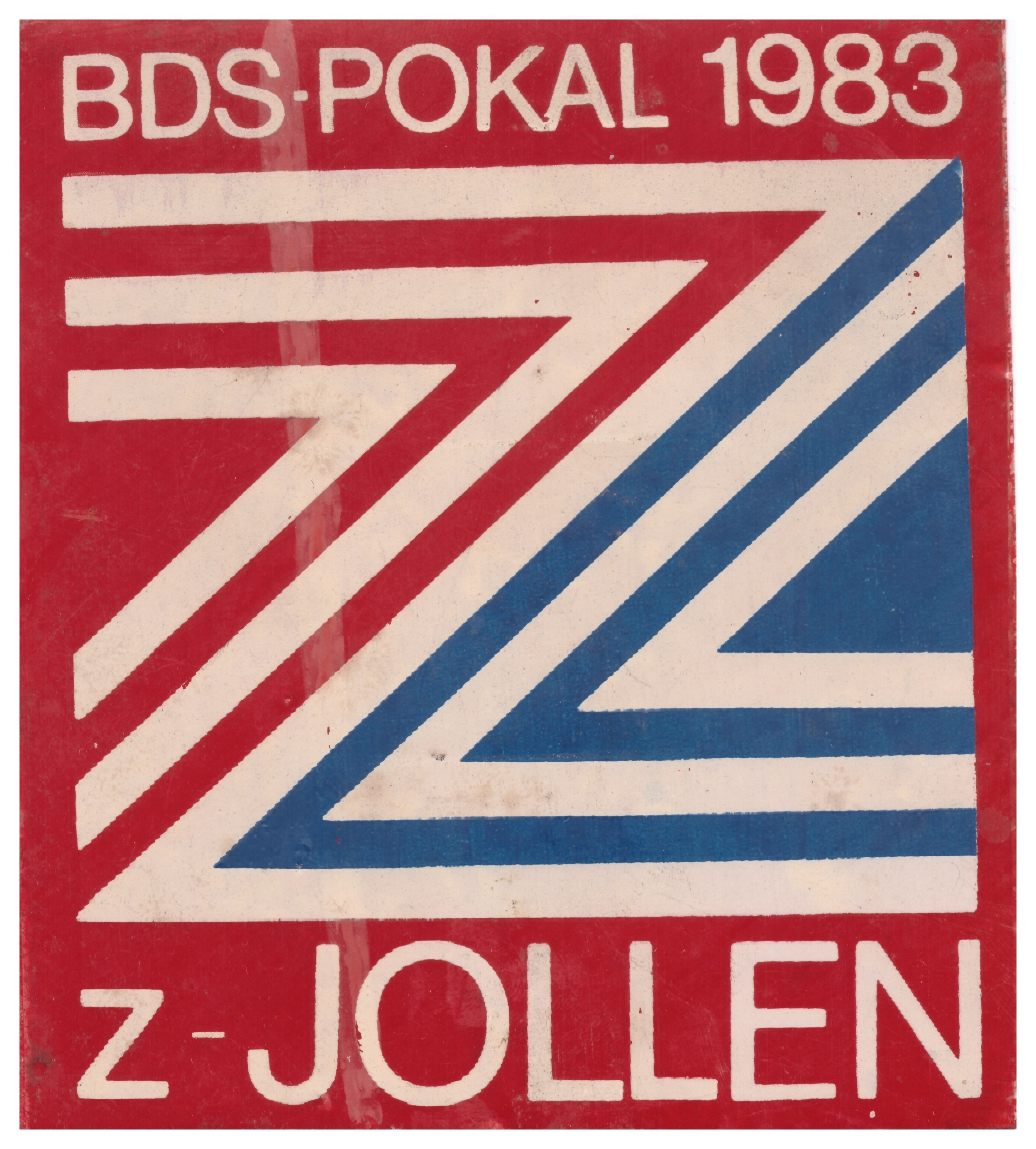
Logo BDS-Pokal z-Jollen 1983

## Geschichte
Überlegungen und Konstruktionsrisse für eine 10qm-Wanderjolle finden sich in den Zeitschriften der deutschen Segelverbände ab Beginn der 1920er Jahre, unter anderem auch vom Konstrukteur Reinhard Drewitz. Im Februar 1925 beschreibt der Deutsche Segler-Bund (DSB) in seinem Amtsblatt die 10qm-Bundes-Wanderjolle als Einheitsboot. Der Freie Segler-Verband (FSV) publiziert ebenfalls 1925 eine (abweichende) Bauvorschrift für eine 10qm-Wanderjolle als neue Verbandsklasse: „Die Vorschrift entspricht in weitgehendstem Maße den Wünschen der Mitglieder, ein steifes, festes, für seine Größe schnelles Tourenboot für den Selbstbau, das nicht allzu große Ansprüche an den Geldbeutel des Eigners stellt.“ Seitdem wächst auch die Zahl der 10qm-Wanderjollen in den Ergebnislisten der Regatten auf den Berliner Seen. Während die „Zehner“ des DSB bereits das kleine „z“ im Segel führen, haben die Jollen des FSV vorerst das „B“ als Klassenzeichen. Bei den Regatten zeigt sich, dass die Wanderjollen den hochgezüchteten Rennjollen an Stabilität und Dauerhaftigkeit überlegen, aber auch von der Geschwindigkeit her nicht zwangsläufig unterlegen sind.
Bedingt durch die deutsche Teilung und die hohen Herstellungskosten der Vollholzboote dezimierten sich in der Zeit nach dem Zweiten Weltkrieg Bootsbestand und Regattafelder. Während 1938 noch 100 „Zehner“ gemeldet waren, sank diese Zahl bis 1954 auf 42. Wenn auch in der Nachkriegszeit nach wie vor einzelne Exemplare gebaut wurden, verdrängten sie in West-Berlin neue Bootsklassen wie der FD, der 470er oder der 505er.
Ab 1975 erfuhr die „Zehner“ eine regelrechte Wiedergeburt in den Segelrevieren der DDR. Grund dafür war die Suche ambitionierter Regattasegler nach einer sportlichen und gleichzeitig kostengünstigen Zweimann-Jolle jenseits des FD, der weitgehend dem professionellen Jollen-Regattasport vorbehalten war. Da die industriell gefertigte Ixylon-Jolle hier auf wenig Gegenliebe stieß und es für den 470er in der DDR keine Lizenz gab, orientierten sich engagierte Segler an einer älteren, im Regattabetrieb bewährten hölzernen 10qm-Wanderjolle. Von dieser wurde in Eigeninitiative eine Form abgenommen, die als Grundlage für komplett in Eigenbau gefertigte Komposit- oder reine GFK-Boote dienten.
Die Ausstattung dieser Jollen entwickelte sich ständig weiter, weitere Rumpf- und Decksformen entstanden in den verschiedenen Segelrevieren. Die Ausstattung orientierte sich vor allem am FD, von dem sie beispielsweise Doppelboden, Spinnakertrompete und Endlostrapez übernahm, und dem 470er, von dem das Schwert und das Ruderblatt stammt. Trotz großer Schwierigkeiten in der Materialbeschaffung entstanden so bis 1989 weit über 200 Boote. Das ab 1979 ebenfalls in Eigeninitiative herausgegebene Blatt z-Jollen-Information lieferte technische Details zum Selbstbau und Information zu Segel- und Regattatechnik und zum Regattageschehen. An der Weiterentwicklung von Boot und Ausstattung war auch das Institut für Forschung und Entwicklung von Sportgeräten (FES) beteiligt, wo auch mehrere z-Jollen entstanden. In den 1980er Jahren hatte diese Entwicklung einen Stand erreicht, der es zuließ, von der ursprünglichen Konstruktionsklasse zu einer Einheitsklasse überzugehen. Diese Entwicklung wurde jedoch durch die deutsche Wiedervereinigung beendet.

## Sportliche Entwicklung
In den 1970er und 80er Jahren entwickelte sich ein anspruchsvolles Regattafeld mit Schwerpunkten Berliner Seen, Pirker Stausee, Arendsee und Kelbra. Zu den z-Jollen-Besatzungen dieser Zeit gehören auch ehemalige Weltmeister und Olympiateilnehmer wie Uwe Steingroß, Ilja Wolf, Horst Herrmann oder Thomas Flach. Die rege Bau- und Regattatätigkeit führte dazu, dass die z-Jolle 1984 auf dem VII. Verbandstag des Bundes Deutscher Segler (BDS) zur Meisterschaftsklasse erklärt wurde. Bis 1989 wurden daher Meisterschaften in der z-Jolle ausgetragen. Seit der Wiedervereinigung hat die „Zehner“ diesen Status verloren und an Dynamik eingebüßt, trotz Bemühungen der Klassenvereinigung und guter Besprechung der Bootsklasse in der Fachpresse. Obwohl Neubauten ausbleiben, trifft sich die z-Jollen-Gemeinschaft nach wie vor auf einer Reihe von Regatten in Berlin, aber auch am Pirker Stausee oder der Talsperre Kelbra.